# カール・ヤスパース

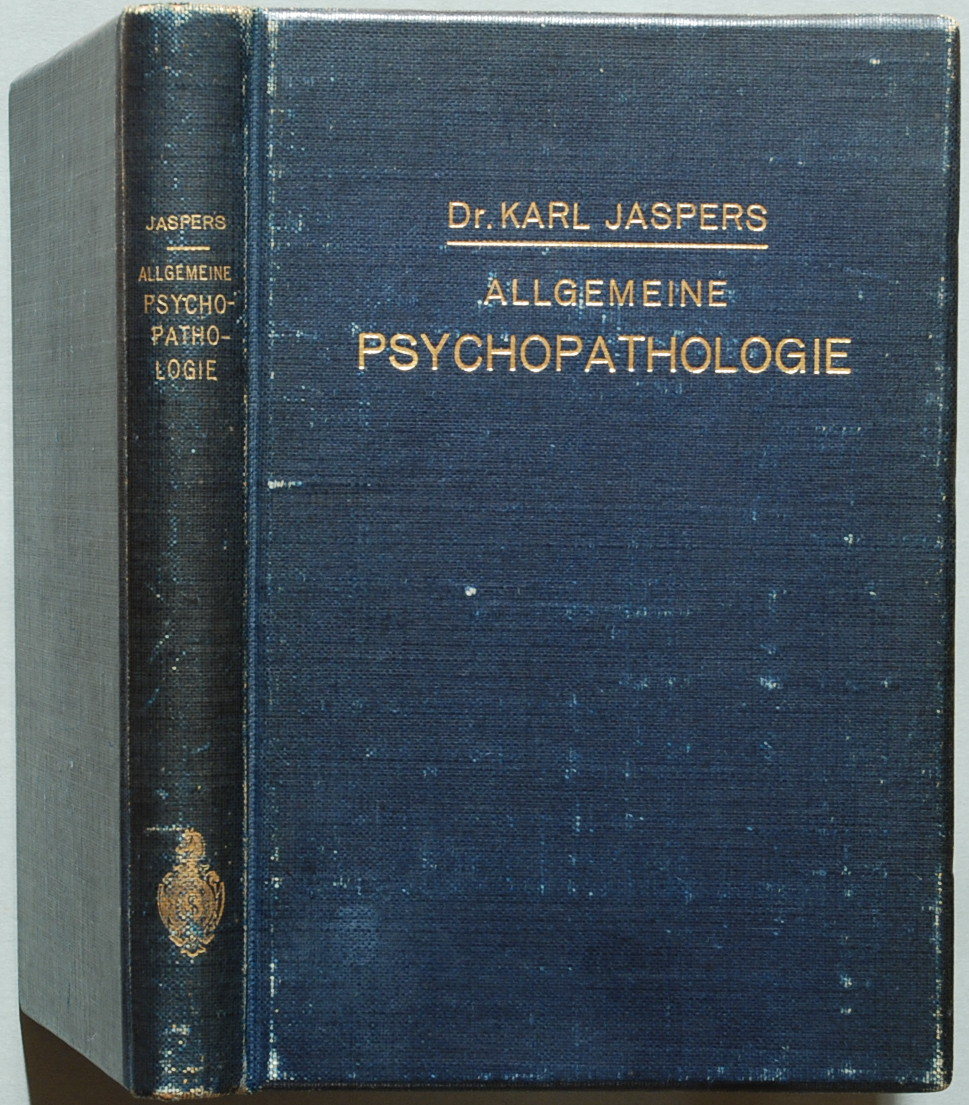
カール・ヤスパース著
「精神病理学原論」初版は1913年

カール・ヤスパース（独: Karl Theodor Jaspers、1883年2月23日 - 1969年2月26日）は、ドイツの哲学者、精神科医であり、実存主義哲学の代表的論者の一人である。現代思想（特に大陸哲学）、現代神学、精神医学に強い影響を与えた。『精神病理学総論』（1913年）、『哲学』（1932年）などの著書が有名。
ヤスパースは、その生涯の時期ともあい合わさって、3つの顔を持っている。精神病理学者として、哲学者（神学者）として、政治評論家としての活動である。

## 生涯
早い頃から哲学に関心を抱いていたものの、父が法曹界に身を置いていたため、ヤスパースは大学で法学を学びはじめる。まもなく1901年には医学の道へ転向。1909年に医学部を卒業した後はハイデルベルクの精神病院で医師として働く。そこで当時の医学界の精神病に対する姿勢に疑問を抱き、精神医学の方法論の改良を目指すようになる。1913年にはハイデルベルク大学で精神医学を教え始め、以後、臨床に戻ることはなかった。しかしヤスパース自身の精神医学に対する関心は終生変わることはなく、処女作『精神病理学総論』の分量を大幅に増やし、改訂版第4版として公刊したのは第二次世界大戦後である。
精神医学から哲学に転じたヤスパースは1921年から1937年まで同大学哲学教授を務める。この時代にハンナ・アーレントも彼の教えを受けた。ナチス台頭後、妻のゲルトルートがユダヤ人であったことやナチスに対する反抗で大学を追われたものの、妻の強制収容所送致については自宅に2人で立て籠もり、阻止し通す。大戦も末期の頃、ヤスパース夫妻の収容所移送が決定されもはや自殺する以外に打つ手がなくなるところまで追い詰められたが、その移送予定日も残すところ数十日程度に迫った、1945年3月30日にアメリカ軍（アメリカ陸軍第7軍第3歩兵師団）が、ヤスパースの住むハイデルベルクを占領したため、移送を免れた。後年自ら「自国の政府により殺される寸前、敵国の軍隊により命を救われた」と述懐しており、この戦争体験はヤスパースの哲学に対して見逃すことのできない強い影響を与えたと言われている。ちなみに現在もハイデルベルクにはアメリカ陸軍第7軍の司令部がおかれている。戦後、ハイデルベルク大学の復興に尽力するも、ドイツの戦争責任問題について執筆した『責罪論』を巡って周囲から心ない非難を浴びせられたため、ドイツの将来に失望して、1948年にスイスのバーゼル大学の哲学教授となった。ドイツに対する裏切り者呼ばわりされ、ヤスパースは深く傷ついたという。
しかしヤスパースの多彩な活動はとどまるところを知らず、特に戦争体験を機にヤスパースは政治哲学的著作を数多く執筆し、既述されている『責罪論』もその1つである。また戦後に始まった資本主義と社会主義の二大陣営による東西冷戦が核武装競争と化す過程に対して、核兵器という全人類を絶滅させる恐れのある兵器、及びその破壊力に対する恐れから両陣営ともが気にかける手詰まり状況、このような状況を彼自らの概念である「限界状況」と捉え、政治的な対話を「交わり」と捉えるなど、単なる学問としての哲学にとどまらない積極的な活動を展開していたことも、ヤスパースの戦争体験が深く関わっていると思われる。
1958年ドイツ書籍協会平和賞、1959年エラスムス賞を受賞。

## 思想
限界状況のうちに超越者との遭遇が隠されており自己の存在と超越者を求める努力は、挫折する。しかし挫折を暗号として解読することに超越者の存在が証言されるとした。
ヤスパースはキルケゴールの影響を強く受け、特に著作『世界観の心理学』においては、キルケゴールの著作『不安の概念』及び『死に至る病』から多くを引用した「キルケゴール報告」の1章を設けている。そこからヤスパースは、神へと向かう人間存在（実存）についての「心理学的研究」というキルケゴールの方法論を見出し、その際の心的状態が「不安」及び「絶望」である。ヤスパースの主著『哲学』第2巻『実存開明』において、<交わり><限界状況><絶対的意識>の3つがヤスパースの哲学の目標とするところの「存在意識の変革」へと達するための重要な概念である。まず<交わり>とは自己開示であり、各人が自らに閉じこもることなく他者へと向かい、それにより自己自身の存在に対する意識を反省するのである。次に<限界状況>とは誰もが突き当たる壁のようなものであり、それの典型的なものが「自己の死」であるとされ、それに突き当たることによって、各人がそれまで意識していた自己自身の存在に対する確実性の挫折を自覚させられるのである。そして最後の<絶対的意識>とは自己自身の存在確信にして、超越的な存在に面している意識である。<限界状況>により自己存在の有限性は意識させられたが、それはまだ消極的な有限性の意識であり、「無制約的なもの」という超越的存在に面することにより自らの有限的な存在が反省させられ、そのような超越的存在に面している自己自身という存在確信が得られるのである。そしてキルケゴールから得た<不安>とはヤスパースによると「絶対的意識の動因」となる。なぜなら我々は自己存在の確実性をいかなるものからも得られず、このような心的状態が不安であり、他者や財産及び自己自身の肉体のあらゆるものをもってしてもこの不安が解消されないので、そのために人間は「超越的なもの」へと向かって自己存在の確信を得るとともにこの不安を克服する勇気をも得るのである。
精神医学分野では、エトムント・フッサールの唱えた「奥にある本質病理に関する直観的推測」を排し、ひたすら患者の言葉の正確な記述に徹する「記述精神病理学」を試みた。
限界状況
ヤスパースの用語で、彼の実存哲学において起点となるものである。現存在としての人間が、いかなる状況にあっても逃れることのできない状況。つまり人間を限界づけている普遍的状況。具体的には、それは私はいずれ死ななければならない(死)とか、私は悩むことから逃れることはできない(苦悩)とか、意識的・無意識的とを問わず罪を犯すことからは逃れられない(罪責)ということである。しかし、人間は普段は気晴らしなどに耽(ふけ)ることによって、すでに前提として限界状況にあることを忘れている。限界状況に直面したときにこそ「まじわり」や超越者との出会いにいたり、実存へと目覚める機会があたえられる。
包括者
ヤスパースの実存哲学における重要な用語。「超越者」「包越者」とも。私という人間はただ孤立して主観として存在するわけではない。いかなる私も対象なしには存在しえないし、逆にいかなる対象も私なしでは存在しえない。換言するならば、いかなる客観も主観なしには存在しえないし、いかなる主観も客観なしには存在しえない。両者は相関的なものだからである。こうした両者を一者としてあわせふくんでいるのものが「包括者」である。人間は自己の力ではどうすることもできない限界状況に直面し、自己の有限性を知ったとき、自己の有限性を超えた包括者と出会うのである。
実存的交わり
ヤスパースの用語で、実存相互のまじわりを意味する。実存とは私がそれにもとづいて思索し行為する根源であり、自己自身および超越者にかかわることである。実存する「私」は孤立した存在ではなく、さまざまな状況や人とのまじわりをもつことによって、かけがえのない本来的な自己にいたることができる。すなわち実存的まじわりによって、実存にいたることができる。これを「愛の闘争」あるいは「愛しながらの戦い」という。
枢軸時代
枢軸時代(Achsen-zeit)とは、ヤスパースの歴史観。紀元前500年前後(前800年～前200年頃)をさし、人類が個人としての自覚、精神の目覚めを経験した時代である。イスラエルの預言者、ギリシャの哲学者、中国の諸子百家、インドの仏陀などが登場した。

## 著書
- 『人間とは何か』 (Was ist der Mensch?)
- 『教育とは何か』 (Was ist Erziehung?)
  - 『教育の哲学的省察』増渕幸男訳、以文社
- 『哲学とは何か』 (Was ist Philosophie?)
  - 林田新二訳、白水社、新版1986年
- 『哲学入門』 (Einführung in die Philosophie)
  - 草薙正夫訳、新潮文庫、改版2005年
  - 林田新二訳、新版・リベルタス出版、2020年
- 『現代の精神的状況』 (Die geistige Situation der Zeit)
- 『哲学』、創文社（全3巻）- 以下は訳題・訳者
  - 「哲学的世界定位」武藤光朗、「実存開明」草薙正夫・信太正三、「形而上学」鈴木三郎訳
  - 小倉志祥・林田新二・渡邊二郎訳、中公クラシックス、2011年 - ※新編版、電子書籍も刊
- 『哲学的信仰』（Der philosophische Glaube）
  - 林田新二解説、中山剛史、平野明彦、深谷潤 訳、理想社、1998年
  - 『啓示に面しての哲学的信仰』重田英世訳、創文社、1986年
  - 『キリスト教の啓示に直面する哲学的信仰』岡田聡訳、作品社、2024年
- 『理性と実存』（Vernunft und Existenz）、草薙正夫訳
  - 新訳『理性と実存　五つの講義』越部良一訳、リベルタス出版、2023年
- 『実存哲学』（Existenzphilosophie）
  - 中山剛史訳、リベルタス出版、2021年。新訳
- 『哲学の小さな学校』（Kleine Schule des philosophischen Denkens）
  - 『哲学の学校』松浪信三郎訳、河出書房新社、新版1996年
  - 『哲学的思惟の小さな学校』松代和郎訳、昭和堂、2020年。新訳
- 『運命と意志　自伝的作品』ハンス・ザーナー編、林田新二訳、以文社、改訂1983年
- 『哲学の世界史序論』ハンス・ザーナー編、渡邊二郎ほか全4名訳、紀伊國屋書店、1985年
- 『偉大な哲学者たち』 (Die grossen Philosophen)
  - 『哲学への道』 草薙正夫ほか全4名訳、以文社（抜粋版）
- 『ニーチェ』 (Nietzsche)、草薙正夫訳
  - 『ニーチェ　彼の〈哲学すること〉の理解への導き』佐藤真理人訳、月曜社、2019年（抜粋版）
- 『世界観の心理学』 (Psychologie der Weltanschauungen)
  - 重田英世訳、創文社、1997年
- 『歴史の起原と目標』 (Vom Ursprung und Ziel der Geschichte)
  - 重田英世訳、河出書房新社「世界の大思想」（他に草薙訳「理性と実存」、松浪訳「哲学の小さな学校」）※-新版は電子書籍化
- 『責罪論』橋本文夫訳、理想社、1965年
  - 改題『戦争の罪を問う』平凡社ライブラリー、1998年　
  - 改題『われわれの戦争責任について』ちくま学芸文庫、2015年
- 『シェリング』那須政玄、山本冬樹、高橋章仁訳、行人社、2006年
- 『神の暗号』 (Chiffren der Transzendenz)
- 『精神病理学原論』（Allgemeine　Psychopathologie）
  - 『精神病理学原論』西丸四方訳、みすず書房、
  - 『精神病理学研究』全2巻、藤森英之訳、みすず書房
  - 『新・精神病理学総論』学樹書院、山岸洋訳・解題（新訳、2014年）
- 『アレント＝ヤスパース往復書簡』 (Briefwechsel 1926-1969, Hannah Arendt, Karl Jaspers)
  - ロッテ・ケーラー/ハンス・ザーナー編、大島かおり訳、みすず書房 全3巻
- 『ハイデッガー＝ヤスパース往復書簡』 (Briefwechsel 1920-1963, Martin Heidegger, Karl Jaspers)
  - ヴァルター・ビーメル/ハンス・ザーナー編、渡邊二郎訳、名古屋大学出版会
- 『ハイデガーとの対決』ハンス・ザーナー編、児島洋ほか全4名訳、紀伊國屋書店

### ヤスパース選集
理想社（37冊刊、未完結）、一部は第二版カバー刊
- ヤスパース選集〈1〉実存哲学 (1961年・増訂版1976年) 鈴木三郎 訳
- ヤスパース選集〈2〉大学の理念（1955年） 森昭訳、新版・福井一光訳（1999年）
- ヤスパース選集〈3〉悲劇論（1955年・増訂版1968年）橋本文夫訳(以下略)
- ヤスパース選集〈4〉リオナルド・ダ・ヴィンチ：哲学者としてのリオナルド 藤田赤二
- ヤスパース選集〈5〉佛陀と龍樹（1972年）峰島旭雄
- ヤスパース選集〈6〉デカルトと哲学（1965年）重田英世
- ヤスパース選集〈7〉聖書の非神話化批判 (1962年) 西田康三
- ヤスパース選集〈8〉カント (1962年) 重田英世
- ヤスパース選集〈9〉歴史の起源と目標 (1964年) 重田英世
- ヤスパース選集〈10〉責罪論（改訳版・1972年）橋本文夫
- ヤスパース選集〈11〉ニーチェとキリスト教 (1965年) 橋本文夫
- ヤスパース選集〈12〉イエスとアウグスチヌス (1965年) 林田新二
- ヤスパース選集〈13〉マックス・ウェーバー (1966年) 樺俊雄
- ヤスパース選集〈14〉哲学的自伝 (1965年) 重田英世
- ヤスパース選集〈15〉現代の政治意識 上 (1966年) 飯島宗亨 細尾登
- ヤスパース選集〈16〉現代の政治意識 下 (1976年)
- ヤスパース選集〈17〉ソクラテスとプラトン (1966年) 山内友三郎
- ヤスパース選集〈18〉ニーチェ 上 (1966年) 草薙正夫
- ヤスパース選集〈19〉ニーチェ 下 (1967年)
- ヤスパース選集〈20〉精神療法 (1966年) 藤田赤二
- ヤスパース選集〈21〉真理・自由・平和 (1966年) 斎藤武雄
- ヤスパース選集〈22〉孔子と老子　工藤喜作
- ヤスパース選集〈23〉スピノザ　工藤喜作
- ヤスパース選集〈24〉哲学と世界 (1968年) 草薙正夫
- ヤスパース選集〈25〉世界観の心理学 上 (1971年) 上村忠雄・前田利男
- ヤスパース選集〈26〉世界観の心理学 下 (1971年)
- ヤスパース選集〈27〉ニコラウス・クザーヌス (1970年) 薗田坦
- ヤスパース選集〈28〉現代の精神的状況 (1971年) 飯島宗享
- ヤスパース選集〈29〉理性と実存 (1972年) 草薙正夫
- ヤスパース選集〈30〉現代における理性と反理性 (1974年) 橋本文夫
- ヤスパース選集〈31〉真理について1 (1976年) 林田新二
- ヤスパース選集〈32〉真理について2 (1977年) 小林靖昌
- ヤスパース選集〈33〉真理について3 (1976年) 浜田恂子 2001年
- ヤスパース選集〈34〉真理について4 (1985年) 上妻精・盛永審一郎
- ヤスパース選集〈35〉真理について5 (1987年) 小倉志祥・松田幸子
- ヤスパース選集〈36〉ストリンドベリとヴァン・ゴッホ ほか (1980年) 藤田赤二
- ヤスパース選集〈37〉神の暗号 (1982年) 草薙正夫